# Barringtonia macrocarpa
Barringtonia macrocarpa är en tvåhjärtbladig växtart som beskrevs av Justus Carl Hasskarl. Barringtonia macrocarpa ingår i släktet Barringtonia och familjen Lecythidaceae. Inga underarter finns listade i Catalogue of Life.